# Fréville-du-Gâtinais
Fréville-du-Gâtinais är en kommun i departementet Loiret i regionen Centre-Val de Loire strax norr Frankrikes mitt. Kommunen ligger i kantonen Bellegarde som tillhör arrondissementet Montargis. År 2022 hade Fréville-du-Gâtinais 178 invånare.

## Befolkningsutveckling
Antalet invånare i kommunen Fréville-du-Gâtinais
| Referens: INSEE |